# Синхроно пливање
Синхроно пливање је водени спорт који укључује елементе пливања, гимнастике и плеса. Иако је на већини такмичења правилима дозвољен наступ и мушкарцима, синхроно пливање углавном се сматра женским спортом те га у великој већини практикују и у њему се такмиче само жене.
Током такмичења појединац или екипа изводе програм који се састоји од низа ритмички повезаних пливачких покрета и фигура у води, и то све у ритму пратеће музике. Наступ оцењују судије, на основу чијих се оцена одређује поредак. Најчешће се на једном такмичењу изводе по два програма, обавезни и слободни. Дисциплине су појединачно, у пару (дуо) и у групи, која најчешће има 4-8 такмичарки.
Овај веома захтеван спорт од такмичарки тражи снагу, одличну пливачку технику, флексибилност и осећај за ритам и простор. Како се део фигура изводи с главом испод воде, потребна је и способност дужег задржавања даха.
Синхроно пливање је стандардни олимпијски спорт од Олимпијских игара 1984. у Лос Анђелесу.

## Историја
Претеча оваквог пливања су различите форме фигуративног или уметничког пливања,
које се појавило крајем XIX века. У Великој Британији одржана су 1892. првенства у тзв. уметничком или фигуративном пливању. У Немачкој су од 1924. — 1935. одржавана првенства у уметничком слагању фигура. Године 1934. на Светској изложби у Чикагу група пливачица извела је пливачки шоу. Убрзо затим синхроно пливање је постало популарно, па га је 1941. Аматерска атлетска унија (Amateur Atletic Union (AAU) признала као спортску дисциплину и прописала правила такмичења. Године 1945. одржана су национална првенства у САД-у, а од 1955. улази у званични програм Панамеричких игара.
Кад је 1956. основана Међународна комисија за синхроно пливање, у саставу Међународне аматерске пливачке федерације (ФИНА) (Federation Internationale de Natation), ова дисциплина спортског пливања продире и у Европу, најпре у Француску и Холандију, а затим и у друге земље.
У Југославији је први пут приказано у Загребу 1957. у оквиру сусрета пливачких репрезентација Француске и Југославије. У Београду је синхроно пливање било на програму првог Светског првенства у пливању 1973. под називом уметничко пливање.

## Правила такмичења
За међународна такмичења вреде правила ФИНА, према којим свака земља учествује на програму с једном, две и групе од 4—8 пливачица. Такмичење је подељено у два дела: обавезни део, у којем свака такмичарка мора извести по пет фигура, а траје 5 минута без прекида, и слободни састав, у којем такмичарке изводе фигуре по свом избору. Сваке четири године Међународна комисија за синхроно пливање одабире и предлаже Бироу ФИНА-е фигуре за обавезни део такмичења и коефицијенте њихове тежине. Редослед наступа одређује се жребом. 
Такмичење води главни судија са помоћницима (5—7 бодовних судија, два мериоца времена, контролор за подводне звучнике и контролор за музичку пратњу).

## Оцењивање
Сваку изведену фигуру односно састав (из обавезног и слободног састава) оцењује 5—7 судија са 0—10 бодова. Највиша и најмања оцена се бришу (поништавају), преостале оцене (3—5 судија) се сабирају, а добијени збир се множи коефицијентом тежине за изведену фигуру, односно састав. Приликом оцењивања судије пазе на синхроност, начин извођења, комплексност фигура и музикалност.

## Базен и опрема
Такмичења се одржавају у затвореном пливалишту (базену), а програм се изводи на површини од 12x12 m. Дубина базена је 3—8 метара. Вода мора бити бистра, а дно базена видљиво. Базен мора имати подводну расвету, те надводне и подводне звучнике. Пливачице обавезно носе трико-костиме.